# Élections législatives de 1993 en Guadeloupe
Les élections législatives françaises de 1993 se déroulent les 21 et 28 mars 1993. Dans le département de la Guadeloupe, quatre députés sont à élire dans le cadre de quatre circonscriptions.

## Élus
| Circonscription | Député sortant         | Parti | Parti | Député élu ou réélu    | Parti | Parti         |
| --------------- | ---------------------- | ----- | ----- | ---------------------- | ----- | ------------- |
| 1re             | Frédéric Jalton        |       | PS    | Frédéric Jalton        |       | PS            |
| 2e              | Ernest Moutoussamy     |       | PPDG  | Ernest Moutoussamy     |       | PPDG          |
| 3e              | Dominique Larifla      |       | PS    | Édouard Chammougon     |       | Divers droite |
| 4e              | Lucette Michaux-Chevry |       | RPR   | Lucette Michaux-Chevry |       | RPR           |

## Résultats

### Résultats à l'échelle du département
| Parti          | Parti                                         | Premier tour | Premier tour | Second tour | Second tour | Sièges |
| Parti          | Parti                                         | Voix         | %            | Voix        | %           | Sièges |
| -------------- | --------------------------------------------- | ------------ | ------------ | ----------- | ----------- | ------ |
|                | Rassemblement pour la République              | 26 919       | 26,54        |             |             | 1      |
|                | Divers droite                                 | 14 593       | 14,39        | 13 744      | 17,68       | 1      |
|                | Union pour la France                          | 41 512       | 40,93        | 13 744      | 17,68       | 2      |
|                |                                               |              |              |             |             |        |
|                | Fédération guadeloupéenne du Parti socialiste | 24 131       | 23,79        | 28 271      | 36,37       | 1      |
|                | Divers gauche (Maj. prés.)                    | 12 016       | 11,85        |             |             | 0      |
|                | Alliance des Français pour le progrès         | 36 147       | 35,64        | 28 271      | 36,37       | 1      |
|                |                                               |              |              |             |             |        |
|                | Parti progressiste démocratique guadeloupéen  | 13 380       | 13,19        | 23 055      | 29,66       | 1      |
|                | Parti communiste guadeloupéen                 | 7 938        | 7,83         | 12 651      | 16,28       | 0      |
|                | Extrême droite                                | 1 507        | 1,49         |             |             | 0      |
|                | Divers                                        | 514          | 0,51         | 0           |             |        |
|                | Régionaliste                                  | 175          | 0,17         | 0           |             |        |
|                | Lutte ouvrière                                | 168          | 0,17         | 0           |             |        |
|                | Divers écologiste                             | 86           | 0,08         | 0           |             |        |
|                |                                               |              |              |             |             |        |
| Inscrits       | Inscrits                                      | 231 904      | 100,00       | 176 753     | 100,00      | 4      |
| Abstentions    | Abstentions                                   | 122 992      | 53,04        | 92 419      | 52,29       |        |
| Votants        | Votants                                       | 108 912      | 46,96        | 84 334      | 47,71       |        |
| Blancs et nuls | Blancs et nuls                                | 7 485        | 6,87         | 6 613       | 7,84        |        |
| Exprimés       | Exprimés                                      | 101 427      | 93,13        | 77 721      | 92,16       |        |

### Résultats par circonscription

#### Première circonscription (Pointe-à-Pitre)
| Candidat       | Candidat                      | Parti          | Premier tour | Premier tour | Second tour | Second tour |  |
| Candidat       | Candidat                      | Parti          | Voix         | %            | Voix        | %           |  |
| -------------- | ----------------------------- | -------------- | ------------ | ------------ | ----------- | ----------- |  |
|                | Frédéric Jalton sortant réélu | PS             | 8 932        | 35,33        | 14 796      | 64,41       |  |
|                | Jean Girard                   | PPDG           | 4 721        | 18,68        | 8 174       | 35,59       |  |
|                | Rene-Serge Nabajoth           | diss. PS       | 4 565        | 18,06        |             |             |  |
|                | Louis Dessout                 | RPR (UPF)      | 3 672        | 14,53        |             |             |  |
|                | Simon Ibo                     | Extrême droite | 1 507        | 5,96         |             |             |  |
|                | Michel Bangou                 | PCG            | 1 410        | 5,58         |             |             |  |
|                | Lucien Mansour                | Divers droite  | 297          | 1,17         |             |             |  |
|                | Henri Yoyotte                 | Régionaliste   | 175          | 0,69         |             |             |  |
|                |                               |                |              |              |             |             |  |
| Inscrits       | Inscrits                      | Inscrits       | 54 615       | 100,00       | 54 614      | 100,00      |  |
| Abstentions    | Abstentions                   | Abstentions    | 27 233       | 49,86        | 28 944      | 53          |  |
| Votants        | Votants                       | Votants        | 27 382       | 50,14        | 25 670      | 47          |  |
| Blancs et nuls | Blancs et nuls                | Blancs et nuls | 2 103        | 7,68         | 2 700       | 10,52       |  |
| Exprimés       | Exprimés                      | Exprimés       | 25 279       | 92,32        | 22 970      | 89,48       |  |

#### Deuxième circonscription (Le Gosier)
| Candidat       | Candidat                         | Parti             | Premier tour | Premier tour | Second tour | Second tour |  |
| Candidat       | Candidat                         | Parti             | Voix         | %            | Voix        | %           |  |
| -------------- | -------------------------------- | ----------------- | ------------ | ------------ | ----------- | ----------- |  |
|                | Ernest Moutoussamy sortant réélu | PPDG              | 7 286        | 26,8         | 14 881      | 54,05       |  |
|                | Mona Cadoce                      | PCG               | 4 946        | 18,19        | 12 651      | 45,95       |  |
|                | Favrot Davrain                   | PS                | 4 521        | 16,63        |             |             |  |
|                | Gabrielle Louis-Carabin          | Divers droite     | 4 126        | 15,18        |             |             |  |
|                | José Moustache                   | RPR (UPF)         | 3 553        | 13,07        |             |             |  |
|                | Marlène Captant                  | Divers droite     | 2 368        | 8,71         |             |             |  |
|                | Frantz Quillin                   | PLN               | 299          | 1,1          |             |             |  |
|                | Édouard Deher-Lesaint            | Divers écologiste | 86           | 0,32         |             |             |  |
|                |                                  |                   |              |              |             |             |  |
| Inscrits       | Inscrits                         | Inscrits          | 66 468       | 100,00       | 66 463      | 100,00      |  |
| Abstentions    | Abstentions                      | Abstentions       | 37 126       | 55,86        | 36 796      | 55,36       |  |
| Votants        | Votants                          | Votants           | 29 342       | 44,14        | 29 667      | 44,64       |  |
| Blancs et nuls | Blancs et nuls                   | Blancs et nuls    | 2 157        | 7,35         | 2 135       | 7,2         |  |
| Exprimés       | Exprimés                         | Exprimés          | 27 185       | 92,65        | 27 532      | 92,8        |  |

#### Troisième circonscription (Baie-Mahault)
| Candidat       | Candidat                      | Parti                      | Premier tour | Premier tour | Second tour | Second tour |  |
| Candidat       | Candidat                      | Parti                      | Voix         | %            | Voix        | %           |  |
| -------------- | ----------------------------- | -------------------------- | ------------ | ------------ | ----------- | ----------- |  |
|                | Dominique Larifla sortant     | PS                         | 8 489        | 31,49        | 13 475      | 49,51       |  |
|                | Édouard Chammougon élu        | Divers droite              | 7 202        | 26,72        | 13 744      | 50,49       |  |
|                | Léo Andy                      | Divers gauche (Maj. prés.) | 3 855        | 14,3         |             |             |  |
|                | José Toribio                  | Divers gauche (Maj. prés.) | 3 596        | 13,34        |             |             |  |
|                | Clodomir Sainte-Croix Bajazet | RPR (UPF)                  | 2 162        | 8,02         |             |             |  |
|                | Félix Flémin                  | PCG                        | 1 267        | 4,7          |             |             |  |
|                | Danielle Maya                 | PLN                        | 215          | 0,8          |             |             |  |
|                | Philippe Anais                | LO                         | 168          | 0,62         |             |             |  |
|                |                               |                            |              |              |             |             |  |
| Inscrits       | Inscrits                      | Inscrits                   | 55 667       | 100,00       | 55 676      | 100,00      |  |
| Abstentions    | Abstentions                   | Abstentions                | 26 904       | 48,33        | 26 679      | 47,92       |  |
| Votants        | Votants                       | Votants                    | 28 763       | 51,67        | 28 997      | 52,08       |  |
| Blancs et nuls | Blancs et nuls                | Blancs et nuls             | 1 809        | 6,29         | 1 778       | 6,13        |  |
| Exprimés       | Exprimés                      | Exprimés                   | 26 954       | 93,71        | 27 219      | 93,87       |  |

#### Quatrième circonscription (Basse-Terre)
|                | Lucette Michaux-Chevry sortante réélue | RPR (UPF)      | 17 532 | 79,66  |  |  |  |
|                | Edward Hatchi                          | PS             | 2 189  | 9,95   |  |  |  |
|                | Jérôme Clery                           | PPDG           | 1 373  | 6,24   |  |  |  |
|                | Brigitte Rodes                         | Divers droite  | 600    | 2,73   |  |  |  |
|                | Edwige Glandor                         | PCG            | 315    | 1,43   |  |  |  |
|                |                                        |                |        |        |  |  |  |
| Inscrits       | Inscrits                               | Inscrits       | 55 154 | 100,00 |  |  |  |
| Abstentions    | Abstentions                            | Abstentions    | 31 729 | 57,53  |  |  |  |
| Votants        | Votants                                | Votants        | 23 425 | 42,47  |  |  |  |
| Blancs et nuls | Blancs et nuls                         | Blancs et nuls | 1 416  | 6,04   |  |  |  |
| Exprimés       | Exprimés                               | Exprimés       | 22 009 | 93,96  |  |  |  |